# Hodilje
Hodilje je naselje u Dubrovačko-neretvanskoj županiji u općini Ston. 

## Zemljopisni položaj
Hodilje se nalazi na sjevernoj obali Pelješca u Malostonskom zaljevu, dva kilometra sjeverozapadno od Stona, nasuprot Otoku života. Do njega vodi županijska cesta 6231.

## Gospodarstvo
Stanovnici Hodilja se bave uzgojem školjki kamenica i dagnji te ribolovom i poljodjelstvom, a u manjoj mjeri i turizmom. Turističke kapacitete ovog mjesta čine tridesetak privatnih kuća i mali kamp.

## Stanovništvo
Hodilje u velikoj većini nastanjuju Hrvati katoličke vjeroispovjesti, a prema popisu stanovništva iz 2001. godine u mjestu živi 214 stanovnika.
| broj stanovnika | 424   | 474   | 333   | 344   | 404   | 440   | 391   | 391   | 379   | 368   | 297   | 292   | 216   | 201   | 214   | 190   | 160   |
|                 | 1857. | 1869. | 1880. | 1890. | 1900. | 1910. | 1921. | 1931. | 1948. | 1953. | 1961. | 1971. | 1981. | 1991. | 2001. | 2011. | 2021. |